# Jean Pierre Étienne
Pour les articles homonymes, voir Étienne.
Jean Pierre Étienne né à Port-au-Prince le 9 décembre 1983, est un journaliste, commentateur sportif haïtien, expert financier et banquier. Il a travaillé à la Télévision Nationale d'Haïti (TNH) pendant huit ans et à Télé Pacifique pendant deux ans. Il travaille depuis 2003 à Radio Ibo. Il a couvert de nombreux évènements sportifs, dont quatre Gold Cup aux États-Unis. Il est également l'auteur de l'ouvrage Au coeur des Grenadiers paru en 2020.

## Biographie

### Jeunesse
Jean Pierre est issu d'une fratrie de neuf enfants. Démesurément passionnés de sport, ils ont tous développé un gout prononcé pour le foot.
Dès sa plus tendre enfance, JPE caresse l'idée de devenir un jour chroniqueur sportif. En effet, il jouait régulièrement au présentateur muni du magnétophone de sa mère (choriste à l'église) afin de se mettre dans la peau de ses idoles.
Grâce à sa collection de magazines sportifs tels que France Football et l'écoute religieuse des journalistes haïtiens Patrice Dumont, Yves Jean Bart (Dadou) et le regretté journaliste français Thierry Gilardi, il affute sa compréhension du jeu.
Friand des émissions sportives libre tribune, Jean Pierre n’a jamais pu résister à l’envie de partager ses points de vue et appréhensions quand l’occasion se présente sur les ondes. Cette manie lui ouvrira bien des portes. A travers les ondes de Radio Horizon 2000, veinard, il a gagné une demi-bourse pour apprendre la communication dans l’une des écoles professionnelles de la capitale alors qu’il avait à peine atteint sa majorité.
Tous les soirs, il est rivé à son poste de radio et écoute Sportissibo, une émission de tribune libre. Il prend l’habitude d’appeler pour commenter et donner son point de vue. Ses analyses sont assez pertinentes pour que les présentateurs l’invitent à l’occasion en studio pour les suppléer.
Bénévolement au départ. Mais très vite, il devient incontournable et le directeur de la station de radio lui propose un contrat. Jean-Pierre Étienne vient tout juste d’avoir 19 ans.

### Carrière

#### Le journaliste sportif

##### Émissions de radio - Radio Ibo 98.5 FM (2003- à nos jours)
Passionné de sport, il intègre le 4 août 2003 la section sportive de la radio Ibo où il anime l’émission Sport Minute qui sera par la suite remplacée par Sportmania à Port-au-Prince. Une heure par jour, il répond aux auditeurs, analyse les matchs, les compétitions. Le football est de loin le sport le plus couvert, 85 % du temps d’antenne environ lui est consacré. Mais le basket passionne également la population, surtout les séries de la NBA.
Il a couvert les activités de la sélection nationale d’Haïti pour les éliminatoires de la Digicel Cup (en 2006 à la Jamaïque et en 2011 à Trinité-et-Tobago), la Gold Cup aux États-Unis en 2007, le Pré-Mondial junior au Panama en 2007.
Excellent pour sa capacité de résumer l'actualité sportive nationale et internationale, il assurait également tous les matins la page sportive du journal dénommé Alawonnbade de la Radio Ibo.
Il assure actuellement la présentation de SportMania Bonus Week End, une extension de SportMania de 2 h chaque samedi.

##### Émissions de télévision

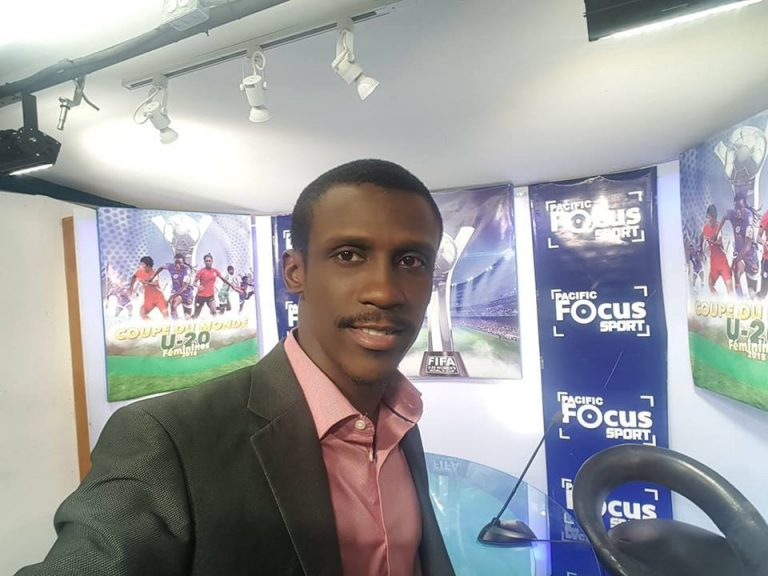
Jean Pierre Étienne sur le plateau de Focus Sport / Télé Pacific.

###### Télévision Nationale d’Haïti (TNH): 2010-2018
Sa réputation grandissante lui a valu d’être un contractuel à la Télévision Nationale d’Haïti pour la couverture de l’Euro 2008 et de la coupe du monde de football de 2010. Depuis octobre 2010, c’est en tant qu’employé qu’il y travaille, assurant même la retransmission de la Copa America en 2011 avec l’équipe sportive de la télévision. Jean Pierre Étienne assurait deux fois par semaine la page sportive du grand journal de la TNH.

###### Télé Pacifique: 2018-2020
De 2018 à 2020, il a animé plusieurs émissions sportives de Télé Pacifique, dont Stade Pacific ou "Focus Sport".

##### Écrivain
En aout 2020, Jean Pierre Étienne publie son premier ouvrage Au Coeur des Grenadiers,,. Jean Pierre Étienne ressort les enjeux des différents matchs disputés par la sélection haïtienne de 2009 à 2019, analyse les difficultés de l’équipe nationale pour jouer les matchs éliminatoires de la Copa America, de la Gold Cup et de la coupe du monde 2014 et précise, entre autres, les mauvaises décisions prises par le staff dirigeant. Une histoire de la dernière décennie de la sélection nationale haïtienne. Cet ouvrage est composé de 50 chapitres qui résument la dernière décennie du football haïtien. Je crois que ce « livre peut servir d’archives pour les jeunes qui veulent tout savoir de l’équipe Nationale Senior de 2011 à 2019, pour les passionnés du foot et les jeunes chroniqueurs sportif » a fait savoir l’auteur.

##### Média en ligne
En Septembre 2021, Jean Pierre rejoint l'équipe de rédaction du média en ligne Hebdo 24.

##### Distinctions

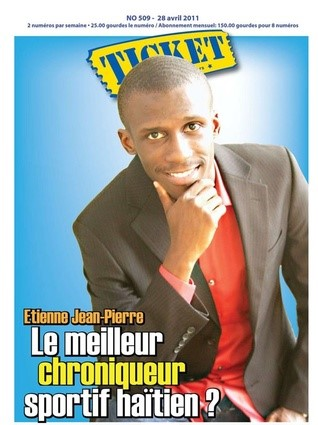
Jean Pierre Étienne en couverture du numéro 509 du Ticket Magazine / Nouvelliste.

Jean Pierre Étienne a été récompensé du prix ASHAPS 2012 décerné au meilleur journaliste de l'année par l'Association Haïtienne de Presse Sportive (ASHAPS),,.
En 2020, il arrive en tête de lice du TOP 10 des journalistes sportifs haïtiens ayant marqué la décennie 2010-2020. Une sélection établie par le média en ligne Footkole.
Toujours en 2020, à l'occasion de la sortie de son livre Au Coeur Des Grenadiers, il est honoré par l'émission Stade Pacific Magazine de la Radio Pacifique pour « sa passion pour le sport ».

#### L’expert financier
Parallèlement à sa carrière de journaliste sportif, Jean-Pierre Étienne a poursuivi des études supérieures en finance à l'Université Quiskeya,.
Après l'obtention de son diplôme, il a travaillé à partir de juin 2011 à la SOFIHDES, une société financière haïtienne de développement qui finance et accompagne les petites et moyennes entreprises; puis comme officier de crédit à la UNICARTE. Il a donc été obligé de reléguer ses activités journalistiques durant la fin de semaine.
Pour le garder, Radio Ibo crée Sportmania bonus week-end, deux heures d’antenne tous les samedis, et lui offre le bulletin sportif quotidien de 7h45. Juste avant d'enfiler sa deuxième casquette.

## Vie privée
Jean Pierre Étienne est marié et père de deux enfants.